# Kristi gravläggning (Caravaggio)
Kristi gravläggning eller Kristi nedtagning från korset (italienska: Deposizione di Cristo) är en målning av den italienske barockkonstnären Caravaggio. Den målades 1603–1604 och ingår sedan 1820 i Vatikanmuseernas samlingar.  
Målningen beställdes av Girolamo Vittrice som altartavla till familjekapellet i oratorianernas kyrka Santa Maria in Vallicella i Rom. Efter freden i Tolentino under Napoleonkrigen fördes den 1797 till Paris. Vid återkomsten till Rom 1817 placerade påve Pius VII målningen i Pinacoteca Vaticana (Vatikanmuseerna) och en kopia utförd av Michele Koeck hängdes upp i Santa Maria in Vallicella. Det är ett av Caravaggios mest kopierade verk. Bland konstnärer som kopierat verket återfinns Peter Paul Rubens, Alexandre-Évariste Fragonard, Théodore Géricault och Paul Cézanne.  
Motivet är ovanligt på så sätt att det varken skildrar korsnedtagningen eller gravläggningen, utan det som skedde däremellan. Förutom den döde Jesus avbildas aposteln Johannes och Nikodemos i förgrunden samt Jungfru Maria, Maria från Magdala och Maria, Kleofas hustru (som höjer händerna mot himlen) i bakgrunden. Som modell för den senare anses kurtisanen Fillide Melandroni ha stått. Målningen har de för Caravaggio karakteristiska stildragen: realism där helgon avbildas utan idealisering och starka kontraster mellan ljus och dunkel, så kallad chiaroscuro.

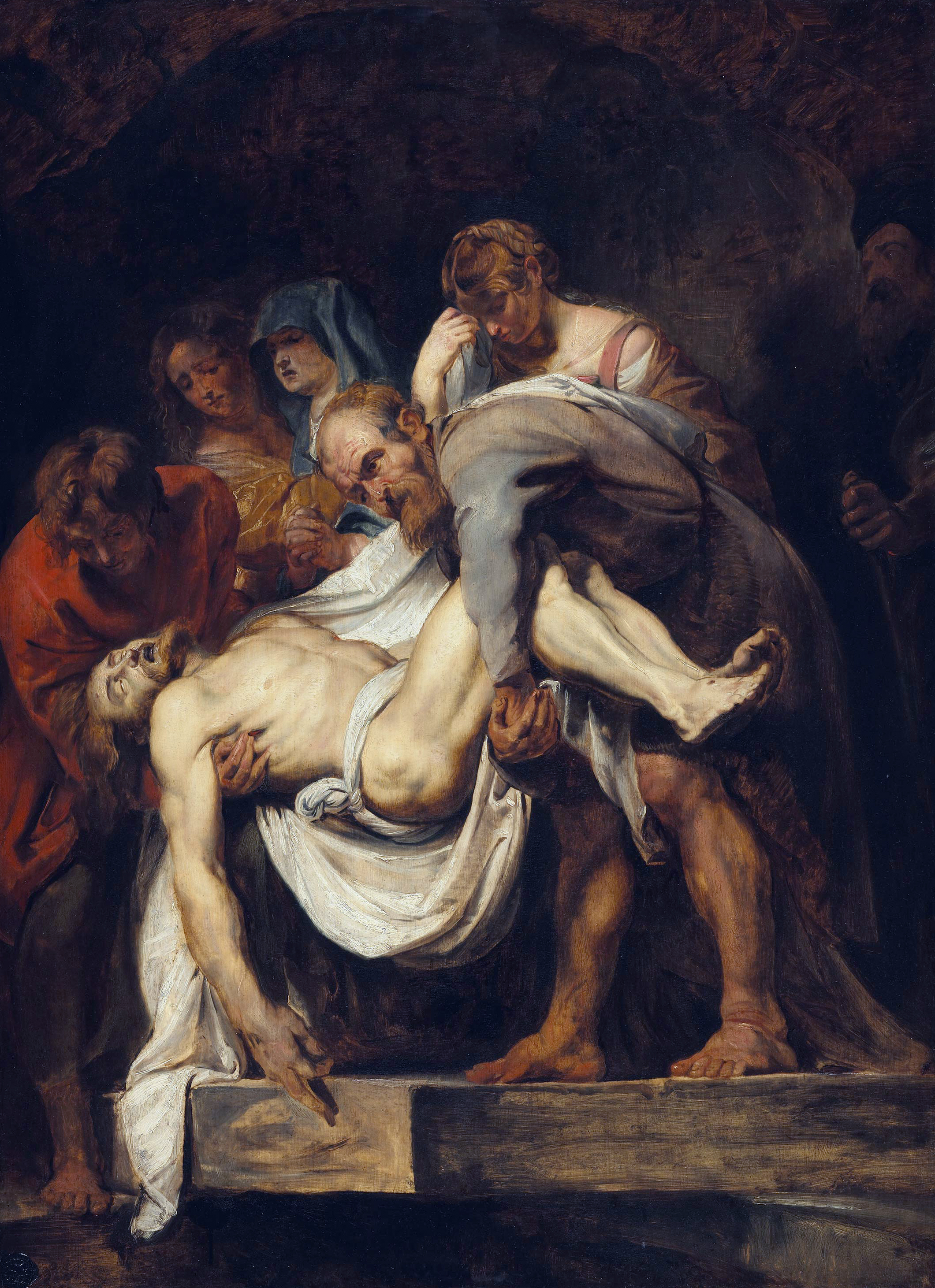
Peter Paul Rubens version från 1612–1614 som sedan 1956 är utställd på National Gallery of Canada.